# Grande Zimbabwe
Grande Zimbabwe (Great Zimbabwe in inglese, solo Zimbabwe in lingua shona) è il nome attribuito alle rovine di un'antica città dell'Africa meridionale, situata nell'odierno stato dello Zimbabwe, che proprio da queste rovine trae il proprio nome. La città era già abbandonata quando i primi esploratori portoghesi giunsero nella zona, e gran parte delle circostanze relative alla sua creazione, alla sua storia e ai motivi del suo declino sono incerte e controverse. In genere si ritiene che la città fosse il centro di un vasto impero di etnia shona, chiamato impero di Monomotapa, che controllava una vasta regione compresa fra gli odierni Zimbabwe e Mozambico.
Le rovine di Grande Zimbabwe sono il più importante monumento nazionale dello Zimbabwe e il sito fu dichiarato Patrimonio dell'umanità UNESCO nel 1986. Il simbolo nazionale del paese, l'uccello di Zimbabwe, è l'immagine di una scultura ritrovata in questo sito.

## Nome
L'origine esatta del nome non è nota. Alcuni studiosi hanno ipotizzato che la parola sia una contrazione di ziimba remabwe (o ziimba rebwe), che in chiKaranga (un dialetto della lingua shona) significa "le grandi case costruite con macigni". Una seconda teoria fa derivare il nome da un altro dialetto dello Shona, lo Zezuru; in questo caso, la parola "Zimbabwe" potrebbe essere una contrazione di dzimba woye, che significa "le case venerate" (espressione che in genere viene usata per riferirsi alle abitazioni o alle tombe dei capi). Se la parola deriva dalla lingua shona e non da un dialetto, infine, potrebbe essere una contrazione di dzimba dza mabwe, col significato di "case di pietra". I resoconti dei primi Portoghesi che giunsero nella zona riportano Symboa, col significato di "corte", come denominazione data al luogo dai nativi; questo dato potrebbe essere coerente con la prima interpretazione menzionata sopra, in quanto nella cultura locale i "macigni" erano spesso associati alle abitazioni dei regnanti e quindi al concetto di "corte" come potevano intenderlo gli Europei.

## Descrizione

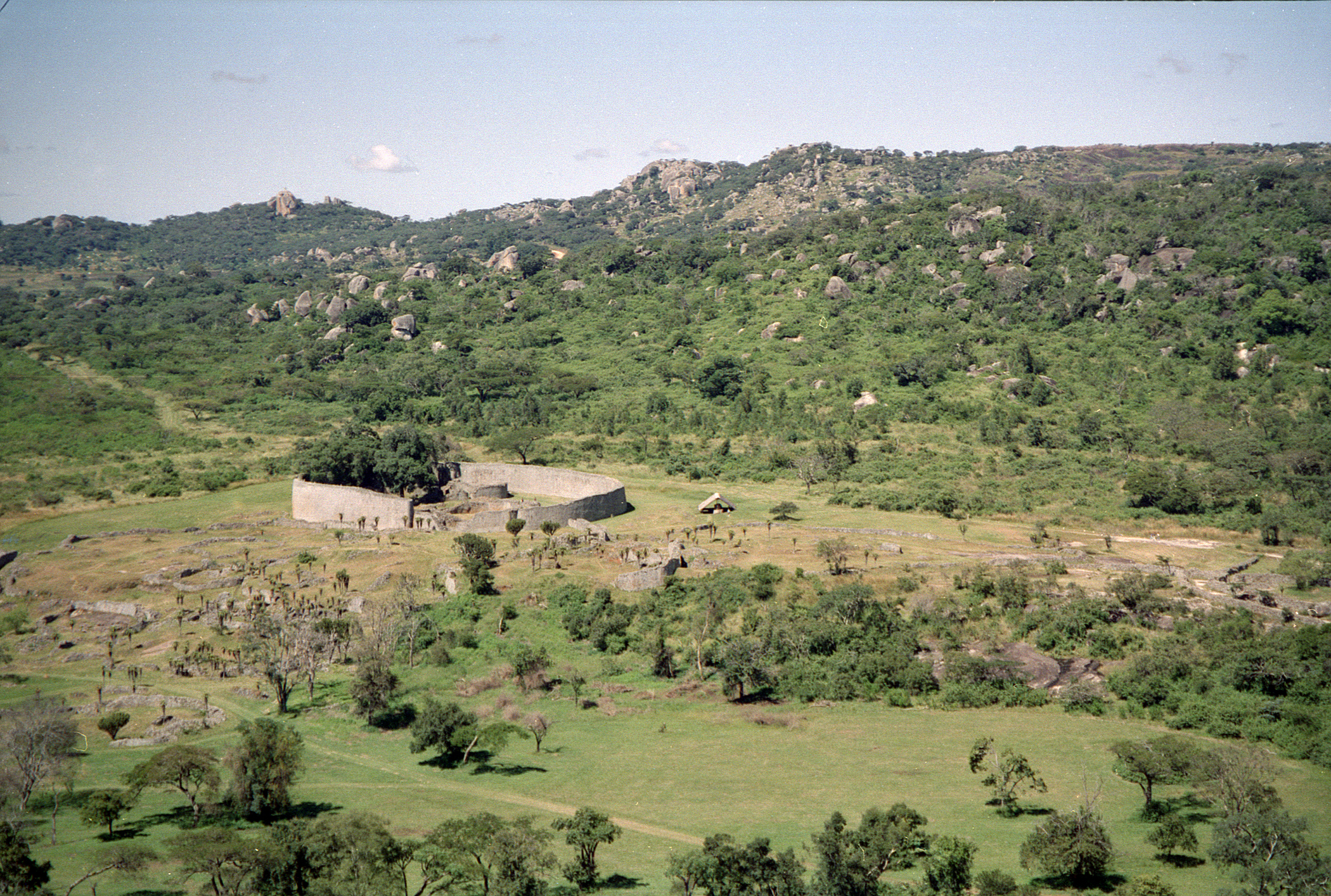
Panorama delle rovine e dello imba huru ("grande recinto")

Le rovine di Grande Zimbabwe si estendono in un'area di 7 km². Site a un'altitudine di 1100 m s.l.m., nell'altopiano di Harare (20°16'23"S, 30°56'04"E), distano circa 250 km dalla capitale dello Zimbabwe. Sono fra le più antiche e imponenti strutture architettoniche dell'Africa del Sud precoloniale. La zona con più grande densità di rovine archeologiche è quella della moderna Bahlengwe, tra lo Zambesi a nord e nord-ovest e il medio corso del Limpopo a sud.
Complessivamente, il sito di Grande Zimbabwe comprende diversi bastioni, una torre conica, alcuni templi e altre costruzioni minori, tutte in pietra. Sebbene gli edifici siano realizzati con diversi tipi di pietra (forse in funzione dello status del proprietario), la maggior parte delle mura sono costruite da blocchi quadrangolari o trapezoidali di granito, preparati con martellatura a mezzo di utensili in pietra. Gli effetti decorativi sono stati ottenuti con lastre di roccia più scura inserite nella massa grigiastra del granito, a spina di pesce o a capriate, oppure incisi direttamente nella pietra. Non vi sono tracce di malta o cemento; la stabilità era ottenuta sfruttando l'ondulazione del terreno e la presenza di rocce su cui far poggiare le mura, o creando gradinate di sostegno.
Le rovine rivelano un piano urbanistico suddiviso in due parti: il complesso della collina e i complessi delle valli. Il complesso sulla collina era probabilmente il centro rituale della città; vi si trovano diverse aree chiuse da mura di pietra. Il re viveva in una zona più appartata (forse allo scopo di proteggerlo da malattie contagiose come la malattia del sonno), nella valle. L'edificio regale viene chiamato imba huru (il "grande recinto", talvolta detto anche impropriamente "il tempio"); la sua cinta muraria è quasi totalmente conservata. Il muro principale della cinta è alto 10 m e lungo 250 m circa, per un totale di 15 000 tonnellate di pietra.

## Collocazione storica
La collocazione storica esatta delle rovine non è certa. In genere si ritiene che la maggior parte degli edifici siano stati costruiti in due fasi: fra il X e l'XI secolo la prima, e fra il XIII ed il XV secolo la seconda. Il radiocarbonio data alcuni reperti in legno a partire dal VII secolo; probabilmente si tratta di tracce della presenza umana nella zona prima dell'edificazione delle strutture in pietra. I reperti in ceramica che provano il commercio con l'Oriente sono databili fra l'VIII e il XV secolo.

## La città

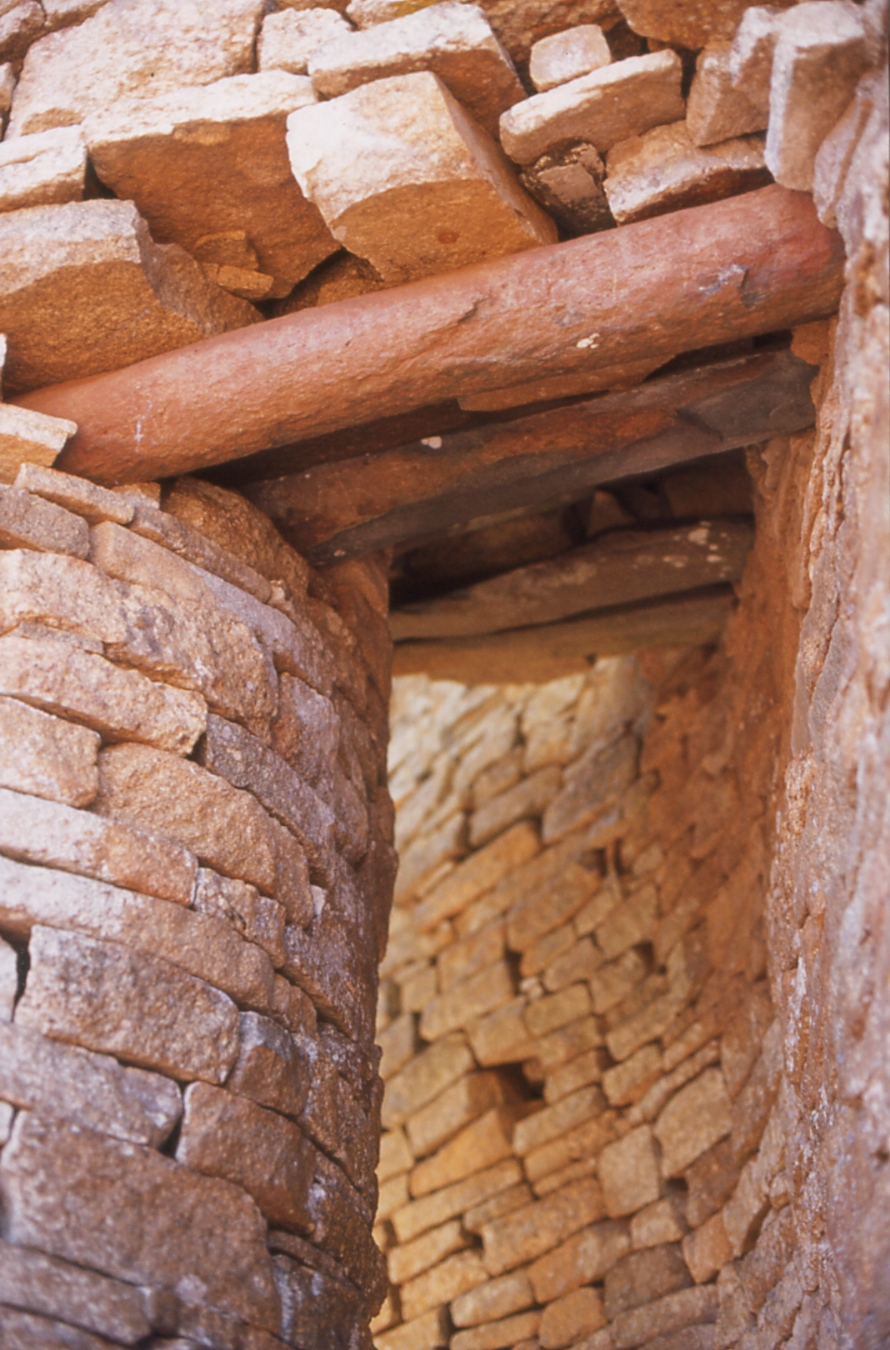
Dettaglio di una parete tondeggiante

Si ritiene che Grande Zimbabwe sia stata la città principale di un vasto impero, detto impero di Monomotapa, formatosi a partire dal VII secolo nella regione intorno al lago Kyle, fra il Matabeleland e il Manicaland, e poi giunto a controllare buona parte degli odierni Zimbabwe e Mozambico.
La quantità di edifici fa ritenere che la città, al suo massimo splendore, ospitasse circa 20 000 abitanti. L'etnia a cui appartenevano gli abitanti della città non è certa. I terrazzamenti rinvenuti a nord-est del sito fanno pensare a culture provenienti dall'Oceano Indiano o dal Madagascar; altri reperti mostrano che gli abitanti di Grande Zimbabwe conoscevano l'estrazione mineraria e l'irrigazione, elementi che farebbero ipotizzare l'influenza di culture più settentrionali. Le affinità con vestigia mozambicane fanno pensare a una continuità culturale di una vasta fascia dell'Africa centrale.
Oggi si ritiene che la città sia stata certamente costruita da un popolo appartenenti al vasto gruppo bantu, sebbene sia molto difficile identificare quale. Diverse etnie locali (per esempio gli Shona, i Venda e i Lemba) sostengono di essere i discendenti del popolo di Zimbabwe. In particolare, un clan Lemba viene addirittura chiamato dagli altri clan Tovakare Muzimbabwe, "coloro che costruirono Zimbabwe". Non tutti gli studiosi, comunque, ritengono che l'etnia a cui si deve la fondazione della città debba necessariamente coincidere con quella dei suoi abitanti nel periodo di massimo splendore.
Il ritrovamento di reperti come frammenti di ceramica cinese e persiana, monete arabe e altri oggetti di origine straniera fanno pensare che Grande Zimbabwe sia stata un importante nodo di una vasta rete commerciale che raggiungeva l'estremo Oriente. La presenza di miniere nei dintorni fa pensare che la popolazione locale commerciasse soprattutto in oro.
Nessuno sa di preciso per quale motivo il sito fu abbandonato. Gli abitanti potrebbero essere stati costretti ad allontanarsi da un prolungato periodo di siccità e carestia, da un'epidemia, o semplicemente da una situazione di crisi economica legata al declino del commercio dell'oro. Si ipotizza anche che la città (e l'impero) siano stati travolti a più riprese da migrazioni di popoli provenienti dal nord.

## Storia del ritrovamento

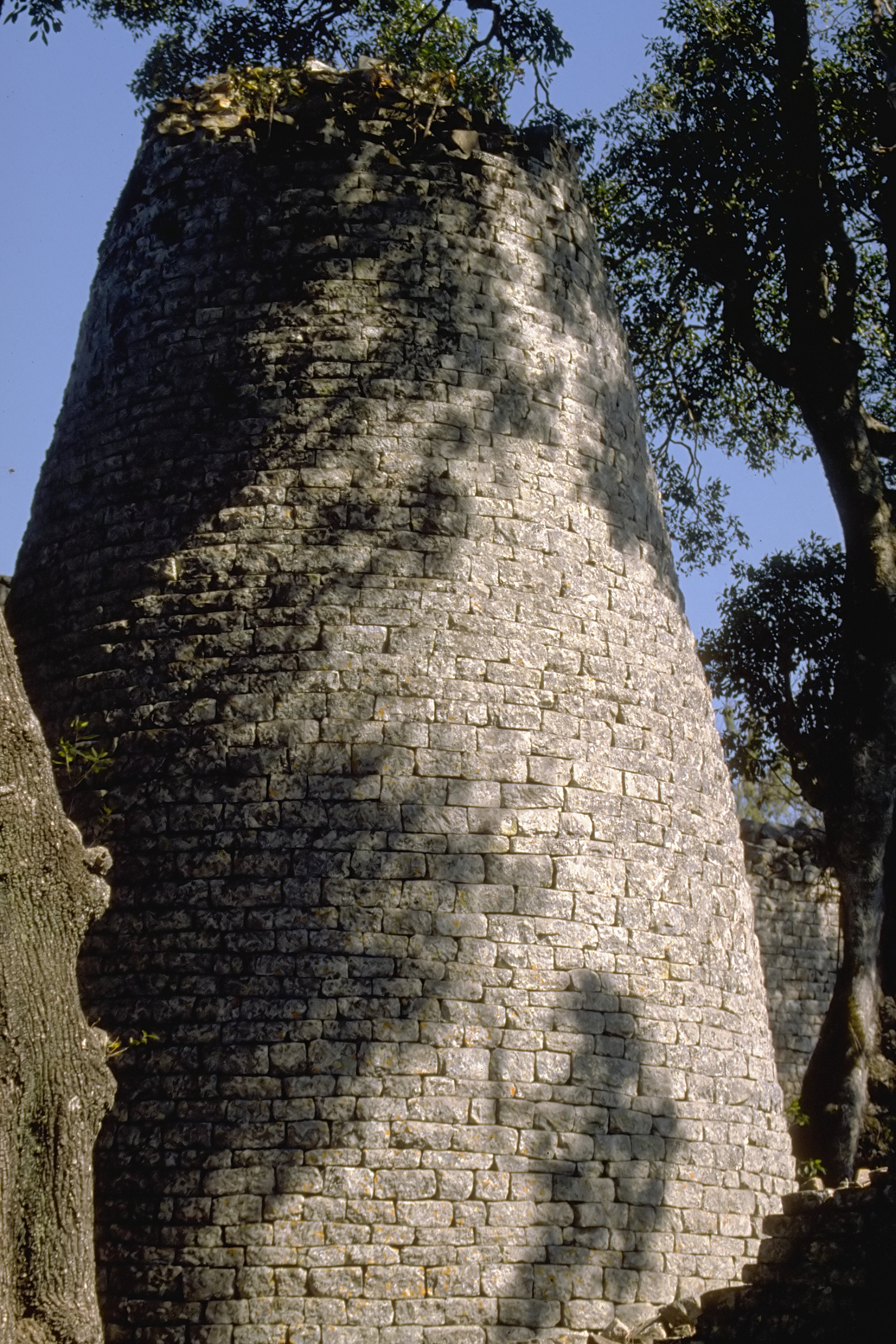
Torre conica

Le rovine furono descritte da diversi esploratori portoghesi del XVI secolo; all'epoca il sito era già abbandonato. Nel 1531 Viçente Pegado, capitano della guarnigione portoghese di Sofala, descrisse il luogo in questo modo:
La descrizione di Pegado venne ripresa da João de Barros nel suo libro Da Asia (1552), in cui descriveva i possedimenti portoghesi nel mondo. Barros, che non era mai stato a Grande Zimbabwe, sostenne che le rovine fossero quelle della città di Axuma, possedimento della biblica Regina di Saba, e che le miniere nei dintorni della città fossero quelle meravigliose attribuite a Re Salomone.
Grande Zimbabwe fu poi dimenticata per qualche centinaio d'anni. Le rovine furono ritrovate nel 1867, durante una battuta di caccia, da Adam Renders, che nel 1871 le mostrò al geologo Karl Mauch. Mauch non trovò di meglio che avallare la spiegazione di Barros, arrivando a sostenere che vi si riconoscevano chiaramente "una copia del tempio di Salomone e una copia del palazzo della Regina di Saba". Il mito di Grande Zimbabwe come città di Salomone o della Regina di Saba continuò in seguito a circolare in Europa per lungo tempo.
Alla fine del XIX secolo il magnate britannico Cecil Rhodes conquistò buona parte degli odierni Zambia e Zimbabwe (ribattezzati Rhodesia settentrionale e meridionale). Rhodes fondò una società per la ricerca archeologica a Grande Zimbabwe, la Ancient Ruins Company, affidando il lavoro all'archeologo James Theodore Bent. Bent pubblicò le proprie osservazioni nel 1891 nel saggio The Ruined Cities of Mashonaland. Secondo Bent, i reperti "provavano" che la città non poteva essere stata edificata da africani e che probabilmente si trattava di vestigia di origine fenicia o araba. Questa linea era in perfetto accordo con gli interessi di Rhodes, che non era incline ad accettare l'idea che gli africani potessero aver dato luogo a una "civiltà" come quella che aveva creato Grande Zimbabwe. Conclusioni simili a quelle di Bent furono raggiunte pochi anni dopo da un altro archeologo, Richard Hall, nel suo saggio The Ancient Ruins of Rhodesia (1902).
Il primo archeologo a smentire la teoria dell'origine non-africana della civiltà di Grande Zimbabwe fu il britannico David Randall-MacIver, che condusse i primi scavi scientifici in loco fra il 1905 e il 1906. Nel suo saggio Medieval Rhodesia, Randall-MacIver osservò che molti degli artefatti ritrovati erano di origine certamente africana. In seguito a questa affermazione, gli inglesi bloccarono gli studi archeologici a Grande Zimbabwe per circa un ventennio. Nel 1929 gli scavi furono ripresi da Gertrude Caton-Thompson, che nel 1931 pubblicò The Zimbabwe Culture: Ruins & Reactions, un saggio in cui mostrava che la cultura di Grande Zimbabwe era non solo africana, ma chiaramente correlata a quella del popolo Shona.
A causa della disputa sull'origine africana o non africana delle rovine, correlata dal potere coloniale al tema della capacità dei neri di dar luogo a una "civiltà", Grande Zimbabwe divenne per gli independentisti della Rhodesia un simbolo dell'affrancamento dal potere bianco. Robert Mugabe, eletto nel 1980 come primo presidente nero della Rhodesia del Sud, decise di modificare il nome del paese in Zimbabwe per enfatizzare la continuità fra il nuovo stato e la tradizione culturale e politica africana.

## L'uccello di Zimbabwe
Uno dei reperti più celebri ritrovati a Grande Zimbabwe è il cosiddetto Uccello di Zimbabwe, una statuetta che rappresenta un uccello rapace stilizzato, forse il falco giocoliere. Questa figura fu scelta come emblema della Rhodesia, e in seguito rimase come simbolo nazionale dello Zimbabwe, rappresentato anche nella bandiera del paese.

## Università del Grande Zimbabwe
Nei primi anni del 2000, il governo zimbabwese approvò la creazione di un'università nei pressi delle rovine (L'università del Grande Zimbabwe). In questa università si studiano arti e beni culturali, che traggono spunto dalla ricca storia del monumento. Il principale campus dell'università si trova nei pressi del sito, con altre sedi a Masvingo e a Mashava. Il campus include la Herbet Chitepo Law School, la Robert Mugabe School of Education, Gary Magadzire School of Agriculture and Natural Science, Simon Muzenda School of Arts e la Munhumutapa School of Commerce.